# Los años de tu vida
Los años de tu vida (en inglés, Time Of Your Life) fue una serie de televisión estadounidense protagonizada por Jennifer Love Hewitt y que se transmitió por Fox durante los años 1999 a 2001. La serie es un spin-off de Party of Five, que introdujo el personaje de Sarah Reeves mientras vivía en San Francisco.

## Premisa
Los años de tu vida se centra en la nueva vida de Sarah Reeves Merrin (Jennifer Love Hewitt) mientras se muda a Nueva York para aprender más sobre la vida de sus padres biológicos. En el camino, Sarah se muda al antiguo departamento de su madre y hace un nuevo grupo de amigos.

## Reparto
- Jennifer Love Hewitt como Sarah Reeves Merrin.
- Jennifer Garner como Romy Sullivan.
- Pauley Perrette como Cecilia Wiznarski.
- Gina Ravera como Jocelyn «Joss» House.
- Johnathon Schaech como John Maguire.
- Diego Serrano como Jesse Byron «J.B.» Castel.

## Invitados
- Patrick Fabian como Spencer Halloway (doce capítulos, 1999-2000)
- Elizabeth Mitchell como Ashley Halloway (cuatro capítulos, 1999-2000)
- Allan Steele como Mike (cinco capítulos, 1999-2000)
- Tom Pardoe como Tom/Mike (cinco capítulos, 1999-2000)
- Wentworth Miller como Nelson (tres capítulos, 1999-2000)
- Denis Arndt como Archer Fitzwith (tres capítulos, 1999)
- Faye Grant como Joan (tres capítulos, 1999)
- Scott Wolf como Bailey Salinger (voz, sin acreditar, 1999)
- Jolie Jenkins como Molly (dos capítulos, 2000)
- Mia Korf como Sophie (dos capítulos, 2000)
- Jennifer Savidge como Mrs. Sullivan (dos capítulos, 1999-2000)
- H. Richard Greene como Mr. Sullivan (dos capítulos, 1999-2000)
- Gareth Williams como Det. Gordon Knowles (dos capítulos, 2000)
- Janet Carroll como Georgia Halloway (1 capítulo, 1999)
- John Billingsley como Jerome Hagan (1 capítulo, 1999)
- Jeremy Renner como Taylor (1 capítulo, 1999)

## Debut
Los años de tu vida se emitió por primera vez el 25 de octubre de 1999.
A pesar de la popularidad de Hewitt en ese momento, el programa no fue bien recibido y tuvo calificaciones bajas. El piloto original para el programa fue completamente regrabado y reescrito en gran parte antes de que Fox lo transmitiera.

## Cancelación
Fox intentó salvar el programa poniéndolo en una pausa que duró cinco meses. Fox promovió el regreso del programa en junio de 2000 como parte de su «Summer of Love», una referencia al nombre de Hewitt. Sin embargo, a pesar de la promoción, las calificaciones para el episodio de regreso de la serie se mantuvieron bajas, y se canceló de inmediato (el 21 de junio de 2000) en medio de su primera temporada (después de una pausa de cinco meses) y aún con siete episodios sin emitir en los Estados Unidos.
Posteriormente se transmitieron en varios países europeos.

## Premios y nominaciones
| Año  | Asociación                                                        | Categoría                                                  | Nominado             | Resultado |
| ---- | ----------------------------------------------------------------- | ---------------------------------------------------------- | -------------------- | --------- |
| 2000 | Sociedad Americana De Cinematográfos, Estados Unidos (Premio ASC) | Logro sobresaliente en cinematografía en series regulares  | John Peters          | Nominado  |
| 2000 | Premios People Choice's                                           | Artista femenina favorita en una nueva serie de televisión | Jennifer Love Hewitt | Ganadora  |
| 2001 | Premios ALMA                                                      | Director sobresaliente de una serie dramática              | Miguel Arteta        | Nominado  |

## Capítulos
| N.º Capítulo | Título original                                | Título en español | Emitido (Estados Unidos)  | Dirigido por      | Escrito por                      |
| ------------ | ---------------------------------------------- | ----------------- | ------------------------- | ----------------- | -------------------------------- |
| 1            | «The Time She Came to New York»                |                   | 25 de octubre de 1999     | Michael Engler    | Amy Lippman y Christopher Keyser |
| 2            | «The Time Sarah Got Her Shih-Tzu Together»     |                   | 1 de noviembre de 1999    | Ellen S. Pressman | Mark B. Perry                    |
| 3            | «The Time They Therw That Party»               |                   | 8 de noviembre de 1999    | Ellen S. Pressman | Mark B. Perry                    |
| 4            | «The Time She Got Mobbed»                      |                   | 15 de noviembre de 1999   | Michael Engler    | Ivan Menchell                    |
| 5            | «The Time They All Came Over for Thanksgiving» |                   | 22 de noviembre de 1999   | Ellen S. Pressman | Amy Lippman y Christopher Keyser |
| 6            | «The Time the Truth Was Told»                  |                   | 29 de noviembre de 1999   | Michael Engler    | Mark B. Perry                    |
| 7            | «The Time They Had Not»                        |                   | 13 de diciembre de 1999   | Steven Robman     | Shelley Meals y Darin Goldberg   |
| 8            | «The Time the Millennium Approached»           |                   | 20 de diciembre de 1999   | Robert Berlinger  | Richard Greenberg                |
| 9            | «The Time They Decide to Date»                 |                   | 10 de enero de 2000       | Ken Topolsky      | Amy Lippman y Christopher Keyser |
| 10           | «The Time She Turned 21»                       |                   | 24 de enero de 2000       | Dan Attias        | Mark B. Perry                    |
| 11           | «The Time They Got E-Rotic»                    |                   | 14 de junio de 2000       | Michael Engler    | Krista Vernoff                   |
| 12           | «The Time Everything Changed»                  |                   | 21 de junio de 2000       | Ellen S. Pressman | Amy Lippman y Christopher Keyser |
| 13           | «The Time They Were Scared Of The City»        |                   | 4 de marzo de 2006 (TBS)  | Aaron Lipstadt    | Allison Robinson                 |
| 14           | «The Time They Cheated»                        |                   | 4 de marzo de 2006 (TBS)  | Michael Engler    | Mark B. Perry                    |
| 15           | «The Time She Made A Temporary Decision»       |                   | 11 de marzo de 2006 (TBS) | Miguel Arteta     | Amy Lippman y Christopher Keyser |
| 16           | «The Time They Found a Solution»               |                   | 18 de marzo de 2006 (TBS) | Ellen S. Pressman | Ivan Menchell y Allison Robinson |
| 17           | «The Time They Got Busy»                       |                   | 25 de marzo de 2006 (TBS) | Dan Attias        | Darin Goldberg y Krista Vernoff  |
| 18           | «The Time They Broke the Law»                  |                   | 1 de abril de 2006 (TBS)  | Michael Engler    | Mark B. Perry                    |
| 19           | «The Time He Saved the Day»                    |                   | 8 de abril de 2006 (TBS)  | Ellen S. Pressman | Amy Lippman y Christopher Keyser |

## Críticas
En Rotten Tomatoes la serie tiene un índice de aprobación del 45% basado en comentarios de once críticos.